# Vacunación en Brasil
La vacunación en Brasil incluye todos los aspectos prácticos y sociales relacionados con las vacunas en Brasil .
El Programa Nacional de Inmunización ( Programa Nacional de Imunizações , o PNI) del Sistema Único de Salud es la agencia del gobierno nacional que supervisa la vacunación en Brasil.  Históricamente, la cobertura ha sido alta, alcanzando una tasa nacional superior al 90%.
Brasil tiene un grupo establecido de científicos y médicos que están preparados para realizar investigación y desarrollo de vacunas.  La pandemia de COVID-19 en Brasil tuvo el efecto de brindarle a Brasil la oportunidad de realizar algunas de las investigaciones de vacunas COVID-19 más importantes del mundo .

## Vacunas de rutina
La cobertura de vacunación incluye: 
Para niños
1. Vacuna BCG , intradérmica, al nacer
2. Vacuna contra la hepatitis B , al nacer, 1 y 6 meses
3. Vacuna pentavalente , DTP (componente de tos ferina de células enteras), HB y Hib, administrada a los 2, 4 y 6 meses, con refuerzo (DTP) a los 15 meses y 4 años.
4. Vacuna antipoliomielítica (inactivada), a los 2 y 4 meses
5. Vacuna antipoliomielítica (oral), a los 6 y 15 meses
6. Vacuna contra el rotavirus ( vacuna oral monovalente contra el rotavirus humano) a los 2 y 4 meses
7. Vacuna antineumocócica Vacuna conjugada 10-valente d a los 2, 4, 6 y 10 meses
8. Vacuna contra la fiebre amarilla a los 9 meses y refuerzo cada 10 años
9. Vacuna MMR a los 12 meses y 4 años
10. Vacuna antimeningocócica a los 3, 5 y 15 meses
11. Vacuna contra la influenza , anualmente
12. Vacuna MMRV , después de 1 año de edad
13. Vacuna contra la hepatitis A , a los 0 y a los 6 a 12 meses

Para adultos:
Las vacunas contra la influenza estacional están disponibles gratuitamente una vez al año para las personas mayores de 60 años, los primeros en responder, el personal de seguridad, las mujeres en el posparto y las personas con determinadas afecciones. Los adultos también tienen acceso a las vacunas contra la hepatitis B, el virus del papiloma humano (VPH) y la fiebre amarilla.

## Economía
Desde 2008 ha habido mucha más investigación en Brasil sobre los costos y beneficios económicos de los programas de vacunación.  Un estudio de 2014 encontró beneficios favorables de la vacuna contra el VPH en Brasil y también explicó que las consecuencias económicas no son fáciles de explicar.  Un estudio de 2012 consideró los costos financieros y los beneficios para la salud de proporcionar vacunas contra la hepatitis A a los niños de Brasil a nivel nacional.

## Otros problemas
Una revisión de 2020 de la investigación social sobre vacunación en América Latina encontró que aproximadamente la mitad de los artículos de investigación eran sobre Brasil.
Una revisión del uso de la vacuna meningocócica en Brasil entre 2005 y 2017 encontró que el programa de vacunación redujo el número de casos de la enfermedad, mientras que el número de muertes por la enfermedad no cambió mucho.
En 2018, Brasil inició una gran campaña para proporcionar la vacuna contra la fiebre amarilla a unos 70 millones de personas .